# ウォール街大暴落

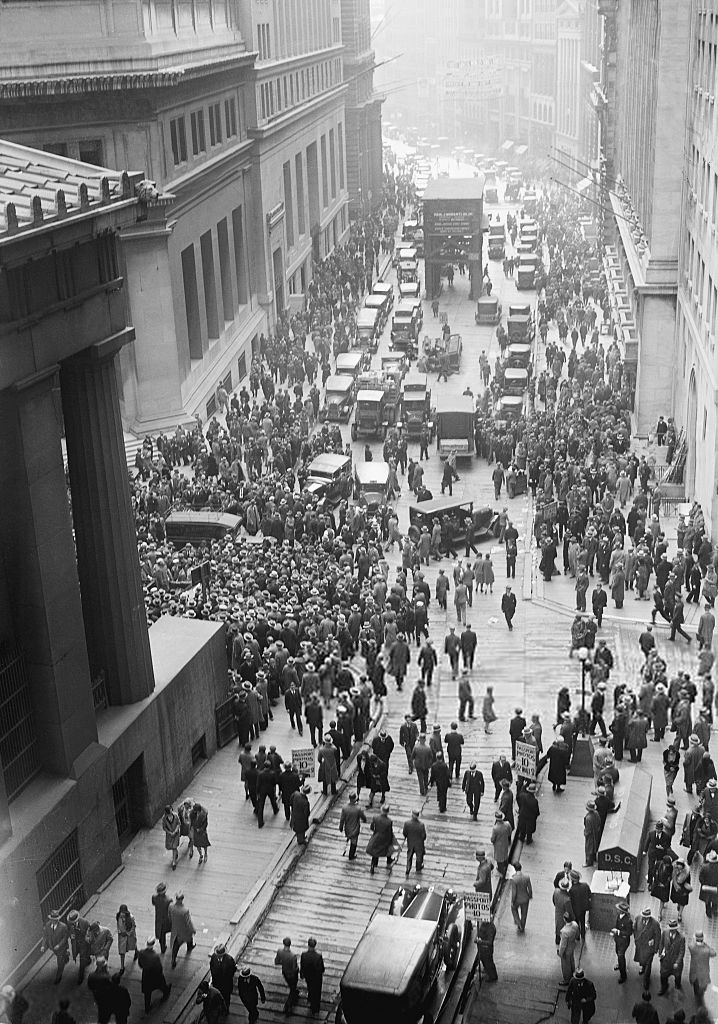
1929年の大暴落の後でウォール街に集まる群衆

ウォール街大暴落（ウォールがいだいぼうらく、Wall Street Crash）は、1929年に発生した株価大暴落である。単に株価大暴落（Stock Market Crash）、大暴落（Great Crash）ともいう。ペコラ委員会によって原因が調査された。一般には世界恐慌のきっかけとされている。

## 概説
この株式の崩壊を表すために、「ブラックサーズデー」、続いて「ブラックフライデー」、「ブラックマンデー」および「ブラックチューズデー」の4つの段階が通常使われている。大暴落は1日の出来事ではなかったため、この4つの定義はすべて適切である。最初の暴落は1929年10月24日（木曜日）に起こったが、壊滅的な下落は10月28日（月曜日）と10月29日（火曜日）に起こり、アメリカ合衆国と世界に広がる前例のない、また長期にわたる経済不況の警鐘と始まりに急展開した。株価大暴落は1か月間続いた。
経済学者や歴史家達は、この株価大暴落が、その後の経済、社会および政治の出来事にどのような役割を演じたかについて意見の一致をみていない。『エコノミスト』誌は1998年の記事で、「手短に言えば、世界恐慌は株価大暴落とともに始まったのではない」と主張した。さらに大暴落の当時に、世界恐慌が始まったのかどうかは明らかではない。1929年11月23日、『エコノミスト』誌は、「大変深刻な株価大暴落が工業生産の大半が健全でありバランスが取れていたときに工業に深刻な後退を生むだろうか？……専門家は、いくらかの後退はあったに違いないが、それが長引くものか、全体的産業不況を生み出す期間まで続く必要があったかを証明する十分な証拠がないことに同意している」と問いかけた。しかし、『エコノミスト』誌は、「いくつかの銀行は疑いもなく破綻し、また今後も予測されている。このような状況下で、銀行は商業と産業の資金を繋ぐ余力があるだろうか？ないだろうか？銀行の位置づけは疑いもなくこの状況下のキーであり、何が起ころうとしているかは霧が晴れるまで適切に評価できるはずがない」とも警告した。
1929年10月の大暴落は、アメリカ合衆国における不動産価格の低落時期（ピークは1925年だった）に来ており、工業化諸国における経済後退時期である世界恐慌に導く一連の出来事の始まりに近いときであった。

## 大暴落以前
大崩壊の当時、ニューヨーク市は世界有数の大都市で、そのウォール街は世界をリードする金融センターの一つになっていた。ニューヨーク証券取引所は世界でも最大級の株式取引所だった。
大暴落に先立つ10年間、すなわち狂騒の20年代は、都市における富と過剰の時代であり、投機の危険性について警告があったが、多くの者は市場が高い価格水準を維持できるものと信じていた。1920年代半ばから上昇を続けたダウ工業株平均は、1928年から1929年にかけて急速に上昇し、アメリカの一部に株投資ブームを起こしていた。1929年の夏以降には工業指標は下向きはじめ、株高を危ぶむ声もあった。統計学者ロジャー・バブソンはダウ平均株価は60ドルから80ドルの大暴落をするだろうと予測した。しかし、ウォール街や経済学者の中にはこれを一蹴する意見もあった。大暴落の直前、経済学者アーヴィング・フィッシャーは、「株価は、恒久的に高い高原のようなものに到達した」という有名な予言を行っていた。しかし、大きな強気相場の中での楽観論と金融上の利益は、ニューヨーク証券取引所の株価が崩落したブラックサーズデーに雲散霧消した。この日に落ちた株価はさらにまるまる1か月間前例のない率で落ち続けた。
ブラックチューズデーまでの数日間、市場は非常に不安定だった。売り先行と大量取引の間に短時間価格上昇と快復の期間がちりばめられた。経済学者で著作家のジュード・ワニスキーはのちに、当時アメリカ合衆国議会で論じられていたスムート・ホーリー法の成立見込みとこれらの変動を関連づけた。大暴落後、ダウ工業株平均は1930年初期に回復したが、反転して再度暴落し、1932年の大きな下げ相場の中で最安値に達した。1932年7月8日、ダウ工業株平均は20世紀始まって以来の最安値となり、1954年11月23日まで1929年の水準まで戻ることはなかった。

## 経過

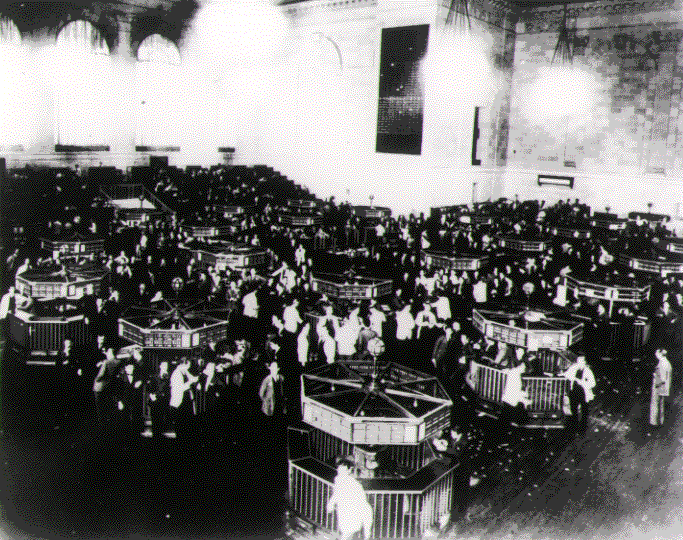
大暴落直後のニューヨーク証券取引所の立ち会い取引

ダウ工業株平均は6年間上がり続けて当初の5倍になり、1929年9月3日に最高値381.17をつけたあとで、市場は1か月間急降下し、下がり初めから見れば17%下落した。そのさなかの9月20日には、英国で大物実業家のクラレンス・ハトリーが詐欺罪で逮捕され、脆弱といわれていた英国経済への懸念が高まり、9月26日にイングランド銀行が金利引上げを発表すると、米国から資金が英国に流出、ダウ平均は下がり続けた。
多くの投資家は楽観して買いに回り、その後株価は1週間以上にわたって上昇、下げ幅の半分を回復したが、10月16日にまた下落すると投資家に不安が広がった。下げ基調は加速し、大暴落初日となった1929年10月24日の、いわゆるブラックサーズデーを迎えた。既に不安にかられた群衆が集まり、異様な雰囲気を呈していた。取引開始直後の10時、一人の投資家がGM株の大量の売り注文を入れたことをきっかけに全面売りの展開となった。その日は当時の記録破りとなる1,290万株が取引された。英国のウィンストン・チャーチルが取引所を視察に来ていて、当日の様子を目撃している。
同日（24日）13時頃までには、ウォール街の幾人かの指導的銀行家が取引所での恐慌と混乱に対する解決策を見つけるために落ち合った。この会合にはモルガン銀行の頭取代行トマス・W・ラモント、チェイス国定銀行頭取のアルバート・ウィギン、および国定ニューヨーク・シティバンク社長のチャールズ・E・ミッチェルが出ていた。彼らは取引所の副会頭リチャード・ホイットニーを彼らのために働く者として選出した。ホイットニーはその背後に控えた銀行家たちの財務力をもとに、市場価格よりもかなり高い価格でUSスチール株を大量に購入する注文を出した。トレーダーたちが見守る中で、ホイットニーは続いてほかのブルーチップ（優良株）銘柄に同じような買い注文を出した。この操作は1907年の恐慌を終わらせた戦術に類似しており、その日の崩落を止めることに成功した。ダウ平均は299.47ドルとなった。しかし、このときに一息ついたものの一時的なものに過ぎなかった。
市場が休みの週末、ウォール街のパニックがアメリカ合衆国中の新聞で報道された。週明けの28日（月曜日）、最初の「ブラックマンデー」にはより多くの投資家が市場から引き上げ、その日のダウ工業株平均は13%下落するという記録的なものになり、再び大規模な株価崩壊が起こった。翌29日（火曜日）、壊滅的な株価崩壊が起こった「トラジディチューズデー」には約1,600万株が取引された。この日の取引高は1968年に破られるまで40年間近くも最高記録となっていた。著作家のリチャード・M・サルスマンは、ハーバート・フーヴァー大統領が懸案のスムート・ホーリー関税法案に拒否権を発動しないという噂が飛び交っており29日に株価はさらに暴落したと記した。ゼネラルモーターズの創業者ウィリアム・C・デュラントは、ロックフェラー家の家族やほかの金融界の巨人たちと一緒になって、大衆に市場における彼らの自信を示すために大量の株式を買い支えたが、その努力も崩壊を止めることはできなかった。その日にダウ工業株平均はさらに12%下落した。ティッカーテープ機（証券市場の情報を電信網によって遠隔地に伝える機械）はその日の19時45分ころまで止まらなかった。市場はその日だけで140億ドルを失い、1週間の損失は300億ドルとなった。これは連邦政府年間予算の10倍以上に相当し、第一次世界大戦でアメリカ合衆国が消費した金よりもはるかに多いものだった。一連の暴落では信用買いをしていた投資家も多かったため破産者が続出、自殺する者も出た。
| 日付           | 下げ幅 | 下落率 | 終値   |
| -------------- | ------ | ------ | ------ |
| 1929年10月28日 | -38.33 | -12.82 | 260.64 |
| 1929年10月29日 | -30.57 | -11.73 | 230.07 |

一時的な底値は11月13日のことであり、ダウ工業株平均は198.60で終わった。市場はこの時点から数か月間回復し、1930年4月17日には294.07という2番目の高値をつけた（いわゆるデッド・キャット・バウンス）。市場は1931年4月に着実に下げ始め、1932年7月8日にダウ工業株平均が41.22をつけるまで止まらず、最高値と比べると89%の下落という衝撃的なものになった。これは19世紀に市場が始まって以来の最安値だった。

## 経済指標

ダウ工業株平均の推移、1928年-1930年

1920年代後半に続いた投機ブームは数十万人のアメリカ人が株式市場に重点的に投資することに繋がり、少なからぬ者は株を買うために借金までするという状況下で市場崩壊が起こった。1929年8月までに株式仲介人たちは小資本投資家たちが買おうとしている株の額面価格の3分の2以上を日常的に貸していた。85億ドル以上が貸し出しとなり、この総額はアメリカ合衆国で流通している貨幣総額を上回っていた。上がり続ける株価がより多くの人々に投資を促すことになり、人々は株価がさらに上がることを期待した。投機によってさらに株価上昇を加速させ、バブル経済を作り出した。スタンダード・アンド・プアーズ評価株の平均株価収益率（PER）は1929年9月で32.6であり、明らかに歴史的な標準より高かった。経済専門家の大半はこの出来事を近代経済史の中でもっとも劇的なことと見ていた。
1929年10月24日（ダウ工業株平均は9月3日に最高値381.17をつけたばかりだった）、市場はついに崩壊し、恐慌的な売りが始まった。1931年、アメリカ合衆国上院にペコラ委員会が創設され、崩壊の原因を調査することになった。アメリカ合衆国議会は1933年にグラス・スティーガル法を成立させ、預金と貸付を取り扱う商業銀行と、株式、債券など有価証券の引受、発行および配布を行う投資銀行との分離を決めた（銀証分離）。
1929年の大暴落を教訓として、世界中の株式市場は急速な下落の際には一時的に取引を停止する手段を決め、1929年のときのような恐慌的売却を防止すると主張した。しかし、半世紀後の1987年10月19日のブラックマンデーでは、1日だけの暴落ではあったが1929年の大暴落よりはるかに大きな株価暴落となり、ダウ工業株平均は22.6%下落した（市場はこのあと急速に回復し、わずか2日後には1933年以来となる1日での上昇幅を記録している）。

## 大暴落は大恐慌に影響したか
1929年の大暴落と世界恐慌は、20世紀の「最大の財政危機」だったといえる。
1929年10月の恐慌はその後の10年間世界を包んだ景気後退の象徴として機能した。1929年の株価大暴落は不安定な方向感覚の喪失とない合わさった恐怖を起こしたが、その衝撃は否定する心とともに急速に麻痺し、役人も大衆も妄想を抱いた」1929年10月24日と29日の株価暴落は、日本を除きすべての金融市場で事実上瞬間的なものだった。ウォール街の大暴落はアメリカ合衆国と世界の経済に大きな衝撃を与え、その直後から現在まで歴史学、経済学および政治学の分野で激しい論争の種となってきた。持ち株会社による悪用が1929年のウォール街の大暴落とそれに続く世界恐慌に繋がったと考える人々がいる。多くの人々は株式市場というリスクあるものに投資することにあまりに熱心だった商業銀行の崩壊を非難してきた。
1929年の暴落は狂騒の20年代を震撼させ終わらせた。経済史家チャールズ・キンドルバーガーによって暫定的に表現されたように、1929年には効果的に存在する最後の頼みの綱となる貸し手がおらず、もしそれが存在して適切に行動しておれば、金融危機のあとについてくる景気後退の期間を短縮するキーになったであろう。この大暴落はアメリカ合衆国にとって広範に拡大し長期間続くことになる一連の経過の始まりを記した。
大きな問題は1929年の大暴落が世界恐慌を引き起こしたのか、あるいは信用取引が加速したバブル経済の破綻と単に時期が一致しただけか、ということである。株価の下落は倒産や、事業閉鎖、労働者の首切りなど経済不況となることを含み、厳しいマクロ経済的困難さを引き起こした。その結果として起こった失業率の上昇や不況は大暴落の直接の結果であるとみられているが、不況に繋がった単一の出来事では決してない。そのあとに起きた出来事に最大級の影響を与えたと見られるのが通常である。それゆえに、ウォール街の大暴落は世界恐慌を始めさせた経済の下降線を報せるものとして広く認められている。
本当かどうかは別として、その後の経過はほとんどあらゆる人々にとって深刻なものだった。専門家の大半は、大暴落のある一面には同意している。それはすなわち、それは1日で巨万の富を消失させ、即座に消費者の購買意欲を削いだことである。このことで世界中で合衆国正貨（すなわちドル）の取り付けを起こし、連邦準備制度は利率を上げて最悪の事態にせざるを得なかった。4,000ほどの貸し手が最終的に追い詰められた。また1929年の大暴落後に、直近の約定価格を上回る水準でなければ空売りできないこととするアップティックルールが執行され、売り手相場では空売りして株価を下げることを防止するようになった。
多くの学会人は1929年の大暴落を一時的活況の新しい理論の一部である歴史プロセスの部分として見ている。ヨーゼフ・シュンペーターやニコライ・コンドラチエフなどの経済学者によれば、この大暴落は単に景気循環と呼ばれる継続するプロセスで起こったひとつの歴史的事件に過ぎないとしている。大暴落の影響は単に景気循環が次のレベルに進行する速度を速めたのだと述べている。
一方、ミルトン・フリードマンはアンナ・シュワルツとの共著『アメリカ合衆国の金融史』で、「大不況」を深刻にしたのは景気循環の下降線、保護貿易主義あるいは1929年の株価大暴落ではなかったという主張を行っている。その代わりに国を深刻な不況に陥れたのは、1930年から1933年に続いた3波の恐慌の間に起きた金融システムの崩壊だった、と主張している。